# Блэкберн-уит-Даруэн
Блэкберн-уит-Даруэн, или Блэкберн-и-Даруэн (англ. Blackburn with Darwen) — унитарная единица на юго-востоке церемониального графства Ланкашир. Главный и крупнейший город унитарной единицы — Блэкберн (население — 105 тыс. чел.).

## История
Образована 1 апреля 1998 года путём преобразования в унитарную единицу района Блэкберн неметропольного графства Ланкашир (Local Government Commission for England (1992)).

## География
Занимает территорию 137 км² и граничит на юге с церемониальным графством Большой Манчестер, на западе, севере и востоке с неметропольным графством Ланкашир.

## Население
На территории унитарной единицы проживают 137 470 человек, при средней плотности 1003 чел./км² (2001 год).

## Состав
В состав района входят 7 общин (англ. Parish):
1. Даруэн
2. Экклешилл
3. Лайвси
4. Норт-Тертон
5. Плисингтон
6. Токхолс
7. Йейт-энд-Пикап-Бэнк

## Политика
Совет унитарной единицы состоит из 64-х депутатов, избранных в 23-х округах. В результате последних выборов 38 мест в совете принадлежат лейбористам.

## Спорт
В городе Блэкберн базируется профессиональный футбольный клуб «Блэкберн Роверс», ранее выступавший в Премьер-лиге. Трехкратный чемпион Англии, шестикратный обладатель Кубка Англии, обладатель Кубка Футбольной лиги и Суперкубка Англии принимает своих соперников на стадионе «Ивуд Парк» (31 тыс. зрителей).